# Peder Hansen Bang
 Der er flere personer med dette navn, se Peder Bang.
Mester Peder Hansen Bang (død marts 1566) var en dansk præst. Han betegnes som klerk af Odense Stift, da han 9. juli 1516 var i Esztergom i Ungarn og af den pavelige legat, kardinal Tamás Bakócz, ved et vidtløftigt diplom modtog forskellige kirkelige begunstigelser samt ret til atter at uddele indulgenser af forskellig art. 1520 var han i Rom, hvor broderen Oluf Bang kreerede ham til "tabellio" (sekretær). 1524 omtales det, at han "med sine disciple" kom fra Polen til Rom. 1527 blev han af biskop Jens Andersen Beldenak viet til præst i Middelfart. Efter reformationen blev han tillige provst i Vends Herred. En række historiske optegnelser, der gennem den yngre Cornelius Hamsfort er komne til os, og hvoraf foranstående til dels er øst, synes at skyldes Peder Hansen Bang.